# William Alland
William Alland (Delmar, Delaware, 4 maart 1916 - Long Beach, Californië, 11 november 1997) was een Amerikaans filmproducent en acteur.

## Biografie
Op jonge leeftijd vertrok Alland naar Manhattan, waar hij acteerlessen volgde in het Henry Street Settlement House. Hier ontmoette hij Orson Welles. Alland ging al snel aan de slag bij Welles' Mercury Theatre als acteur en toneelregisseur. In de radioshows van het theatergezelschap werkte hij als assistent-regisseur. Toen Welles zijn eerste film Citizen Kane ging maken met het theatergezelschap, werkte Alland de dialoogregisseur, de persoon die de acteurs hielp met het brengen van hun teksten. Hij was tevens in de film te zien als verslaggever Thompson, die op zoek gaat naar het raadsel van Kanes laatste woord Rosebud en was zijn stem te horen over het filmjournaal aan het begin van de film. Hij speelde ook in andere films van Welles, waaronder The Lady from Shanghai (1947) en Macbeth (1948).
Vanaf 1952 werkte Alland als filmproducent bij Universal, voornamelijk van goedkope sciencefictionfilms en westerns. Bekende films van hem zijn onder andere It Came from Outer Space, Creature From the Black Lagoon, This Island Earth en Tarantula. In 1961 regisseerde hij zijn enige film, Look in Any Window. Ook produceerde hij radioprogramma's. Voor het radioprogramma Doorway to Life won hij een Peabody Award.
William Alland stierf in 1997 op 81-jarige leeftijd aan de complicaties van een hartziekte.

## Filmografie

### Als acteur
- Citizen Kane (1941)
- The Devil and Daniel Webster (1941, scènes verwijderd)
- Tom Dick and Harry (1941, uncredited)
- The Falcon Takes Over (1942, uncredited)
- The Lady from Shanghai (1947, uncredited)
- Riffraff (1947, uncredited)
- Macbeth (1948)

### Als filmproducent (selectie)
- It Came from Outer Space (1953)
- Creature from the Black Lagoon (1954)
- This Island Earth (1955)
- Tarantula (1955)
- Revenge of the Creature (1955)
- The Mole People (1956)
- The Creature Walks Among Us (1956)
- The Deadly Mantis (1957)
- Look in Any Window (1961, tevens regie)
- The Rare Breed (1966)